# William Bach

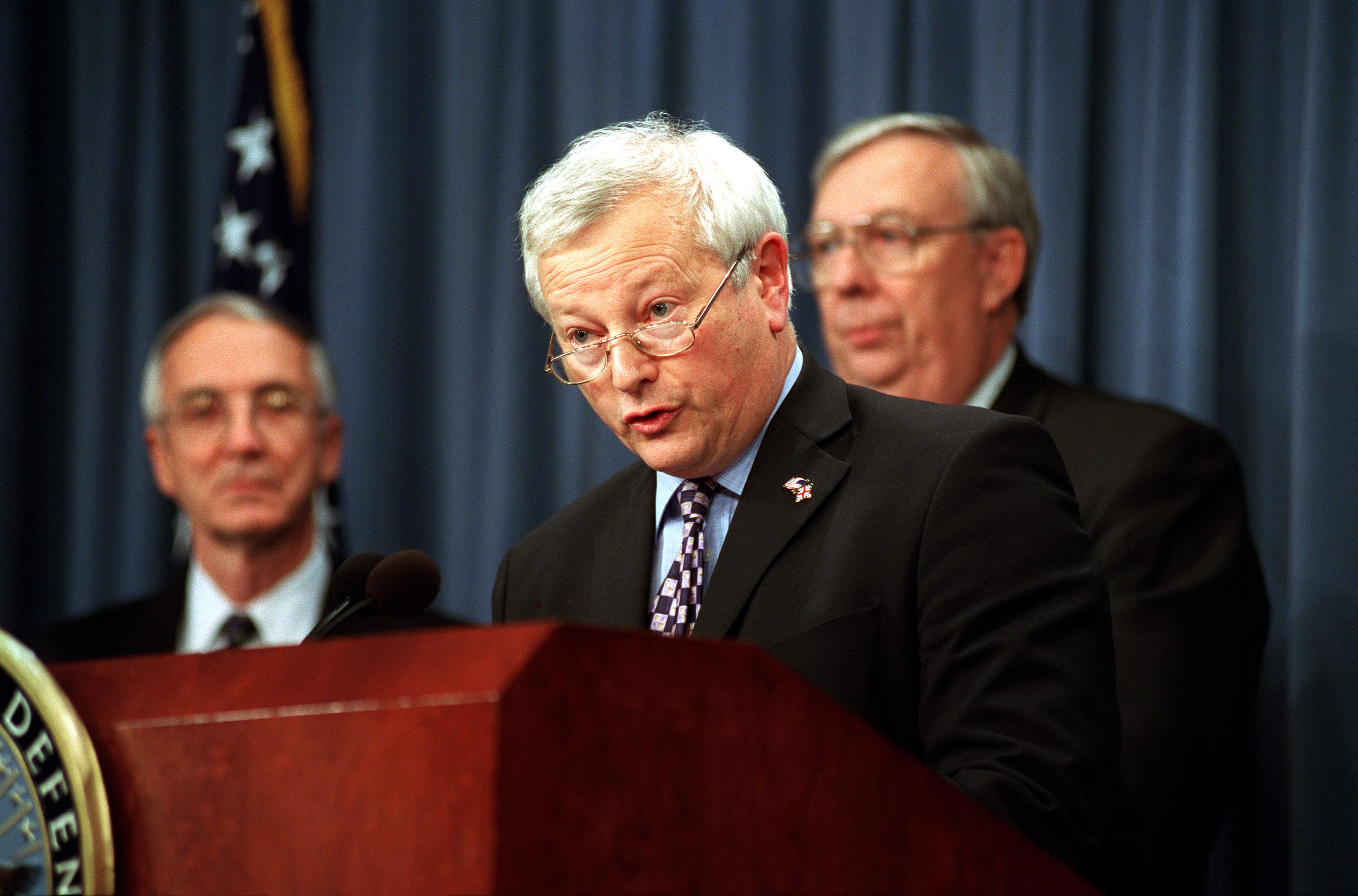
William Bach, Baron Bach am 26. Oktober 2001 im Pentagon

William „Willy“ Stephen Goulden Bach, Baron Bach (* 25. Dezember 1946 in London) ist ein britischer Politiker (Labour Party) und Life Peer.

## Leben und Karriere
Bach besuchte die Westminster School und studierte danach am New College in Oxford. Dort erwarb er mit einem Bachelor-Abschluss (BA Hons) in Englischer Sprache und Literaturwissenschaft ab. Anschließend absolvierte er seine juristische Ausbildung in Nottingham. 1972 wurde er als Barrister zugelassen; im selben Jahr kam er als junger Anwalt nach Leicester, wo er sich dauerhaft niederließ. Er war Mitglied der Anwaltskammer in der King Street (King Street Chambers) im Gerichtsbezirk Midland (Midland Circuit). 1996 wurde er Vorsitzender der Strafabteilung der Anwaltskammer (Chamber’s Criminal Law Practice). Bei der Society of Labour Lawyers ist Bach Mitglied des Executive Committee sowie Mitbegründer und Vorsitzender in East Midlands.
Er hatte verschiedene Ämter in der Kommunalpolitik inne. Er war Ratsmitglied (Councillor) im Leicester City Council (1976–1987). Von 1991 bis 1999 war er Councillor des Lutterworth Town Council. Von 1993 bis 1994 war er Bürgermeister (Mayor) von Lutterworth. Später war er Ratsmitglied (Councillor) im Harborough District Council (1995–1999).
Bach trat bei den Unterhauswahlen 1979, 1983 und 1987 erfolglos an. Von 1998 bis 1999 war er gewähltes Mitglied des National Policy Forum der Labour Party. Im gleichen Zeitraum gehörte er der Economic Policy Commission an.
Er ist Mitglied der Co-operative Party. Er hatte verschiedene Parteiämter inne. Von 1989 bis 1995 war er Bezirksvorsitzender der Labour Party im Bezirk Harborough; seit 2007 hat er diese Funktion erneut inne. Seit 2007 ist er Vorsitzender der Labour Party im Wahlkreis South Leicestershire (South Leicestershire Constituency).
Bach lebte in London, ab der Sitzungsperiode 2006/2007 in Leicestershire. Bach ist verheiratet und hat drei Kinder.

## Mitgliedschaft im House of Lords
Bach wurde am 27. Juli 1998 zum Life Peer als Baron Bach, of Lutterworth in the County of Leicestershire ernannt. Am 28. Juli 1998 erfolgte die offizielle Einführung ins House of Lords mit der Unterstützung von Greville Janner, Baron Janner of Braunstone und Roy Hattersley. Seine Antrittsrede hielt er am 20. Oktober 1998.
Von 1999 bis 2000 war Bach Sprecher der Regierung von Tony Blair für das Home Office. Von November 2000 bis Juni 2001 war er Parlamentarischer Unterstaatssekretär (Parliamentary Under-Secretary of State) im Lord Chancellor's Department. Nach den Britischen Unterhauswahlen 2001 wurde er im Juni 2001 Parlamentarischer Unterstaatssekretär für Verteidigungsbeschaffung (Parliamentary Under-Secretary of State for Defence Procurement) im Verteidigungsministerium des Vereinigten Königreichs und übernahm damit eine der einflussreichsten Positionen im Verteidigungsministerium. Er war in dieser Funktion Nachfolger von Elizabeth Symons, Baroness Symons of Vernham Dean.
Von Juni 2001 bis 2005 war Bach Staatsminister für Verteidigungsbeschaffung (Minister of State for Defence Procurement). In Bachs Amtszeit fiel die Entscheidung der britischen Regierung zwischen den Boeing X-32- und den Lockheed X-35-Entwürfen für das Joint-Strike-Fighter-Projekt. In seiner Eigenschaft als Staatsminister war Bach, auch um die besondere Rolle Großbritanniens bei der Durchführung des Projekts nochmals zu betonen, bei der Bekanntgabe des US-Verteidigungsministeriums, dass die Entscheidung zugunsten der Lockheed Martin-Kampfflugzeuge gefallen war, anwesend. Nach der Unterhauswahl 2005 im Mai 2005 folgte ihm Paul Drayson im Verteidigungsministerium nach. Bach wechselte ab Mai 2005 als Parliamentary Under-Secretary of State für nachhaltige Landwirtschaft und Lebensmittelsicherheit zum Department for Environment, Food and Rural Affairs. Er blieb bis 2006 im Amt; danach nahm er seine parlamentarische Tätigkeit als Hinterbänkler wieder auf. Von September 2006 bis November 2007 war er Vorsitzender des Board of Directors von SELEX Galileo. Dort trat er zurück, um in die Regierung zurückzukehren.
Von 2007 bis 2009 war er Whip der Regierung. Er war von 2007 bis 2008 Sprecher der Regierung für Business, Enterprise and Regulatory Reform, von 2007 bis 2010 für Justiz, von 2007 bis 2008 für das Finanzministerium und 2008 für das Foreign and Commonwealth Office. Von 2008 bis 2010 war er, als Nachfolger von Philip Hunt, dann Parlamentarischer Unterstaatssekretär im Britischen Justizministerium (Parliamentary Under-Secretary of State for Justice) unter Justizminister Jack Straw. Seit 2010 ist er Oppositionssprecher für Justiz.
Als Themen von politischem Interesse gab er auf der Webseite des Oberhauses Strafjustiz und Strafrechtspflege, kommunale Verwaltung, Sport, Auswärtige Angelegenheiten, sowie Verteidigungspolitik und Sicherheitspolitik an. Als Staaten von Interesse nennt er Chile, Indien, Italien und die USA.
Seine Anwesenheit an Sitzungstagen lag zunächst im mittleren, später im regelmäßigen Bereich.

## Weitere Ämter
Bach ist Mitglied des Court der University of Leicester. Beim Cotesbach Educational Trust ist er stellvertretender Vorsitzender (Vice Chairman) und Mitglied des Treuhandrates (Trustee).